# نجد شفاق (بعدان)

تعديل مصدري - تعديل

نجد شفاق محلة تابعة لقرية ذهب، التابعة لعزلة حيسان بمديرية بعدان إحدى مديريات محافظة إب في الجمهورية اليمنية، بلغ تعداد سكانها 72 حسب تعداد اليمن لعام 2004.